# Hafiz Pashayev
Hafiz Mir Jalal oglu Pashayev (en azerí: Hafiz Mir Cəlal oğlu Paşayev; Bakú, 2 de mayo de 1941) es diplomático azerbaiyano, viceministro del Exterior de Azerbaiyán, rector de la Universidad ADA, embajador de la República de Azerbaiyán en Estados Unidos en 1993-2006, doctorado en ciencias físicas.

## Biografía
Hafiz Pashayev nació el 2 de mayo de 1941 en Bakú. En 1963 se graduó de la Universidad Estatal de Bakú. Después de graduarse de la universidad empezó a trabajar en el Instituto de Física de la Academia de Ciencias de Azerbaiyán en 1964-1967. En 1971 estudió en el Instituto Kurchátov en Moscú. En 1975-1976 continuó sus investigaciones en la Universidad de California en Irvine. En 1984 obtuvo el grado de doctorado en ciencias físicas. En 1971-1992 trabajó como investigador, director del laboratorio en el Instituto de Física de la Academia Nacional de Ciencias de Azerbaiyán.
Es autor de más de 100 trabajos científicos, 2 monografías y artículos sobre diversos temas sociales y políticos. Habla inglés y ruso.
Es casado y tiene dos hijos. Es hijo de escritor y crítico literario azerbaiyano Mir Jalal Pashayev y tío de primera vicepresidenta de Azerbaiyán Mehriban Aliyeva.

## Carrera política
Hafiz Pashayev empezó su carrera política en 1993 como primer embajador de la República de Azerbaiyán en Estados Unidos (también en Canadá y México) hasta 2006. El 14 de agosto de 2006 fue nombrado viceministro del Exterior de la República de Azerbaiyán.
Hafiz Pashayev también es fundador y rector de la Universidad ADA.

## Premios y títulos
- Orden Shohrat (2011)
- Orden Sharaf (2016)[4]
- Orden "Por el servicio a la patria" (2019)[5]